# 噴氣孔 (生物學)

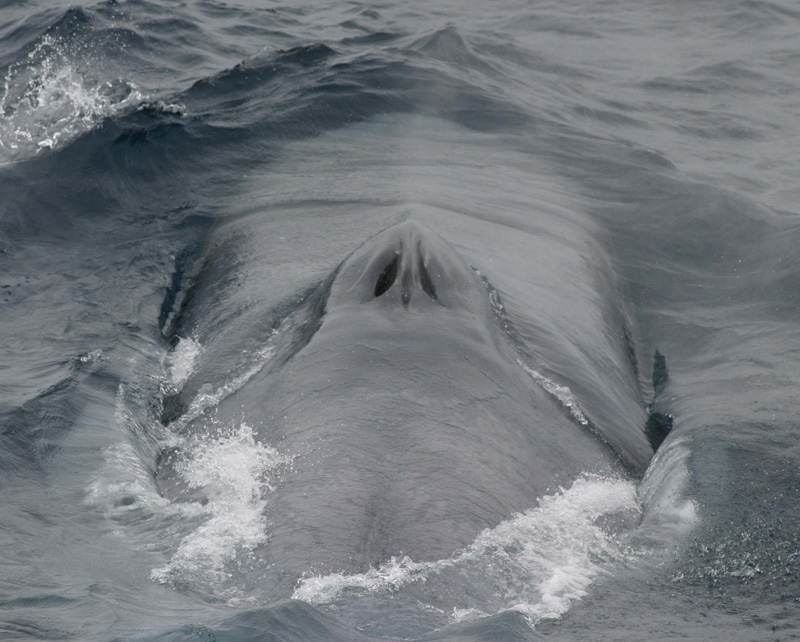
鬚鯨的噴氣孔

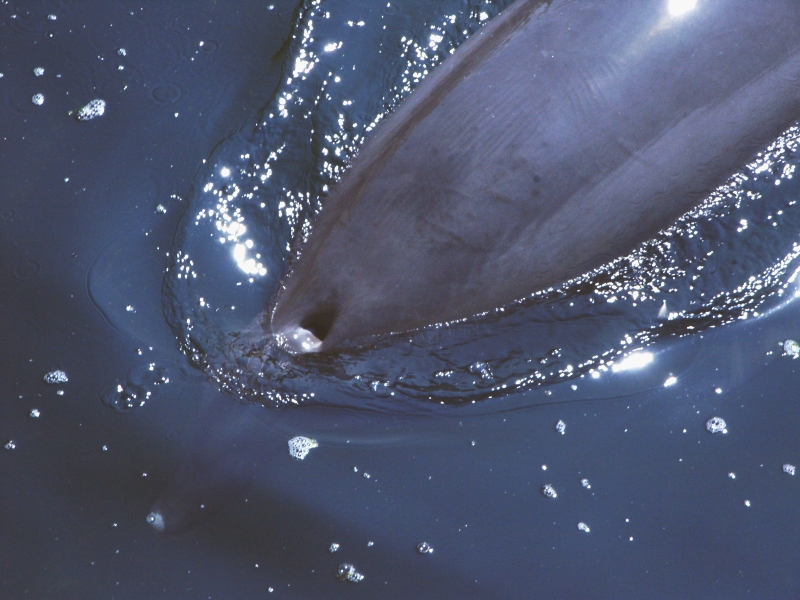
齒鯨的噴氣孔

在生物學中，噴氣孔是指鯨豚類動物頭上的洞，其用途是呼吸。這與其他哺乳動物的鼻孔是同源的。當鯨類浮出水面呼吸時，牠們會將肺裡的空氣經由噴氣孔用力噴出。因為這些空氣溫度較高、壓力較大，因此當釋放進大氣時會冷凝成霧氣，加上部份累積在噴氣孔裡的水份，使得噴出的空氣遠看起來會像是一道醒目的白色水柱，也讓這種呼吸動作常被誤稱為“鯨魚噴水”。